# 猪俣宇吉
猪俣 宇吉（いのまた うきち、1927年8月3日 - 2016年5月10日）は、日本の経営者。北越製紙社長を務めた。

## 来歴・人物
新潟県出身。1952年に東京工業大学化学工業学科を卒業し、同年に北越製紙に入社。1981年7月に取締役に就任し、1987年7月に常務、1991年6月に専務を経て、1993年6月に副社長に就任し、1995年6月には社長に昇格。1999年6月に会長を経て、2001年6月には相談役に就任。
1999年4月に勲三等瑞宝章を受章。
2016年5月10日に呼吸不全のために死去。88歳没。